# Medicago schischkinii
Medicago schischkinii är en ärtväxtart som beskrevs av Georgji Prokopievič Sumnevicz. Medicago schischkinii ingår i släktet luserner, och familjen ärtväxter. Inga underarter finns listade i Catalogue of Life.